# パトリック・サンドバル
パトリック・ジョーダン・サンドバル（Patrick Jordan Sandoval, 1996年10月18日 - ）は、アメリカ合衆国カリフォルニア州ミッションビエホ出身のプロ野球選手（投手）。左投左打。MLBのボストン・レッドソックス所属。

## 経歴

### プロ入りとアストロズ傘下時代
2015年のMLBドラフト11巡目（全体319位）でヒューストン・アストロズから指名され、プロ入り。なお、契約しない場合は南カリフォルニア大学へ進学の予定であった。契約後、傘下のルーキー級ガルフ・コーストリーグ・アストロズでプロデビュー。6試合に先発登板して0勝3敗、防御率6.08、11奪三振を記録した。
2016年はアパラチアンリーグのルーキー級グリーンビル・アストロズでプレーし、13試合（先発8試合）に登板して2勝3敗、防御率5.30、51奪三振を記録した。
2017年はA-級トリシティ・バレーキャッツ 、A級クアッドシティーズ・リバーバンディッツ、A+級ビューズクリーク・アストロズでプレーし、3球団合計で14試合（先発11試合）に登板して3勝4敗1セーブ、防御率4.09、78奪三振を記録した。
2018年はA級クアッドシティーズとA+級ビューズクリークでプレーした。

### エンゼルス時代
2018年7月26日にマーティン・マルドナードとのトレードで、インターナショナル・ボーナス・プール（海外選手契約金枠）を介してロサンゼルス・エンゼルスへ移籍した。移籍後は傘下のA+級インランド・エンパイア・66ersとAA級モービル・ベイベアーズでプレーし、移籍前を含めた4球団合計で26試合（先発20試合）に登板して11勝1敗2セーブ、防御率2.06、145奪三振を記録した。
2019年は開幕をAA級モービルで迎え、AAA級ソルトレイク・ビーズを経て8月5日にメジャー契約を結んでアクティブ・ロースター入りした。同日のシンシナティ・レッズ戦でメジャーデビュー。この年メジャーでは10試合（先発9試合）に登板して0勝4敗、防御率5.03、42奪三振を記録した。
2021年は開幕からまずまずの成績を残し、7月24日のミネソタ・ツインズ戦では8.1回に渡ってノーヒットノーランを継続する快投を演じた。14試合の先発登板で防御率3.62と好投していたが、8月18日に腰の手術で残りのシーズンを全休することになった。
2022年は開幕から1度も故障者リスト入りせずにエースの大谷翔平と共に先発陣の柱として奮闘。打線の援護に泣いて負け越したものの27試合の先発登板で防御率2.91とキャリアハイの成績を残した。
2023年はシーズン開幕前の3月に開催された第5回WBCのメキシコ代表に選出をされた。WBCでは2試合に登板して7 1/3イニングを投げ、防御率1.23、8奪三振を記録し、オールWBCチームに選出された。
2024年6月24日に左手の尺側側副靱帯を痛めて手術を受け、シーズン残りの試合を全休した。オフの11月22日にノンテンダーFAとなった。

### レッドソックス時代
2024年12月22日にボストン・レッドソックスと2年総額1825万ドルの契約を結んだ。内訳は2025年が550万ドル、2026年が1275万ドルとなる。

## 選手としての特徴
球種は多彩で、スライダー・チェンジアップ・シンカーを得意球としている。
緩急をつけて強い打球を打たせないことを持ち味としており、2021年の平均被打球速度は137.4km/hを記録し、MLBの上位3%に入った。フォーシームの平均球速は約150km/hと先発投手の平均レベルだが、2022年は被打率.355と振るわず、投球比率を低く（23.0%）している。
制球力に課題はあるものの、2022年の対左打者の被打率は.151と、MLBトップレベルの成績を残している。

## 詳細情報

### 年度別投手成績
| 年 度    | 球 団    | 登 板 | 先 発 | 完 投 | 完 封 | 無 四 球 | 勝 利 | 敗 戦 | セ 丨 ブ | ホ 丨 ル ド | 勝 率 | 打 者 | 投 球 回 | 被 安 打 | 被 本 塁 打 | 与 四 球 | 敬 遠 | 与 死 球 | 奪 三 振 | 暴 投 | ボ 丨 ク | 失 点 | 自 責 点 | 防 御 率 | W H I P |
| -------- | -------- | ----- | ----- | ----- | ----- | -------- | ----- | ----- | -------- | ----------- | ----- | ----- | -------- | -------- | ----------- | -------- | ----- | -------- | -------- | ----- | -------- | ----- | -------- | -------- | ------- |
| 2019     | LAA      | 10    | 9     | 0     | 0     | 0        | 0     | 4     | 0        | 0           | .000  | 169   | 39.1     | 35       | 6           | 19       | 0     | 1        | 42       | 4     | 1        | 22    | 22       | 5.03     | 1.37    |
| 2020     | LAA      | 9     | 6     | 0     | 0     | 0        | 1     | 5     | 0        | 0           | .167  | 159   | 36.2     | 37       | 10          | 12       | 0     | 0        | 33       | 2     | 0        | 26    | 23       | 5.65     | 1.34    |
| 2021     | LAA      | 17    | 14    | 0     | 0     | 0        | 3     | 6     | 1        | 0           | .333  | 363   | 87.0     | 69       | 11          | 36       | 0     | 4        | 94       | 3     | 0        | 38    | 35       | 3.62     | 1.21    |
| 2022     | LAA      | 27    | 27    | 1     | 1     | 1        | 6     | 9     | 0        | 0           | .400  | 638   | 148.2    | 139      | 8           | 60       | 0     | 5        | 151      | 6     | 0        | 56    | 48       | 2.91     | 1.34    |
| 2023     | LAA      | 28    | 28    | 0     | 0     | 0        | 7     | 13    | 0        | 0           | .333  | 652   | 144.2    | 145      | 12          | 74       | 2     | 4        | 128      | 5     | 0        | 89    | 66       | 4.11     | 1.51    |
| MLB：5年 | MLB：5年 | 91    | 84    | 1     | 1     | 1        | 17    | 37    | 1        | 0           | .315  | 1981  | 455.4    | 425      | 47          | 201      | 2     | 14       | 448      | 20    | 1        | 231   | 194      | 3.83     | 1.37    |

- 2023年度シーズン終了時

### WBCでの投手成績
| 年 度 | 代 表    | 登 板 | 先 発 | 勝 利 | 敗 戦 | セ ｜ ブ | 打 者 | 投 球 回 | 被 安 打 | 被 本 塁 打 | 与 四 球 | 敬 遠 | 奪 三 振 | 暴 投 | ボ ｜ ク | 失 点 | 自 責 点 | 防 御 率 |
| ----- | -------- | ----- | ----- | ----- | ----- | -------- | ----- | -------- | -------- | ----------- | -------- | ----- | -------- | ----- | -------- | ----- | -------- | -------- |
| 2023  | メキシコ | 2     | 2     | 0     | 0     | 0        | 30    | 7.1      | 6        | 0           | 3        | 0     | 8        | 0     | 0        | 1     | 1        | 1.23     |

### 年度別守備成績
| 年 度 | 球 団 | 投手（P） | 投手（P） | 投手（P） | 投手（P） | 投手（P） | 投手（P） |
| 年 度 | 球 団 | 試 合     | 刺 殺     | 補 殺     | 失 策     | 併 殺     | 守 備 率  |
| ----- | ----- | --------- | --------- | --------- | --------- | --------- | --------- |
| 2019  | LAA   | 10        | 2         | 4         | 1         | 0         | .857      |
| 2020  | LAA   | 9         | 1         | 5         | 1         | 0         | .857      |
| 2021  | LAA   | 17        | 3         | 7         | 0         | 0         | 1.000     |
| 2022  | LAA   | 27        | 7         | 14        | 0         | 1         | 1.000     |
| 2023  | LAA   | 28        | 7         | 20        | 2         | 0         | .931      |
| MLB   | MLB   | 91        | 20        | 50        | 4         | 1         | .946      |

- 2023年度シーズン終了時

### 表彰
国際大会
- オールWBCチーム：1回（投手部門：2023年）

### 背番号
- 43（2019年 - ）

### 代表歴
- 2023 ワールド・ベースボール・クラシック・メキシコ代表